# Poöf vs. The Cursed Kitty!
Poöf vs. The Cursed Kitty! est un jeu vidéo mêlant jeu de plates-formes et tower defense développé par Arkedo Studio et édité par Neko Entertainment, sorti en 2013 sur Windows, Mac OS et Linux.

## Accueil
- Canard PC : 8/10[1]
- Eurogamer : 8/10[2]
- Gamekult : 6/10[3]